# 先决问题
先决问题，又稱附隨問題，是国际私法中的一个术语，是指有的争诉问题的解决，是以首先解决另一个问题为条件。该争诉问题被称为本问题或主要问题，而需要先行予以解决的问题称为「先决问题」。例如，在解决离婚或继承问题时，首先要判断婚姻是否有效。
先决问题最早由德国学者梅希奥和汪格尔在1932年至1934年提出。